# Die Draufgänger (groupe)
Les Draufgänger (en français, Casse-cou) est un groupe autrichien de schlager et de musique traditionnelle, originaire du district de Südoststeiermark.

## Histoire
À ses débuts, le groupe fait des reprises et a recours à la parodie. Tout d’abord, ils jouent principalement lors de fêtes de village de sa région d'origine. Ils se font connaître en participant au Grand Prix der Volksmusik en 2007, où ils sont l'un des quatre sélectionnés autrichiens pour la finale.
Il apparaît ensuite à Musikantenstadl et au Wenn die Musi spielt Open Air ainsi qu'au télé-crochet Herz von Österreich.
En 2014, Lasst sie’s umma est la première chanson à se classer parmi les meilleures ventes en Autriche, à la 43e place.
En 2016, le groupe publie Die Hektar hat, une parodie de Die immer lacht de Kerstin Ott. La chanson est vue plus de 1,5 million de fois sur YouTube jusqu'à ce que le management de Kerstin Ott retire sa permission et la bloque sur YouTube. Le groupe persévère avec Die Hektar hat 2.0, une version permise de Gloria de Nik P. Suit une reprise de musique traditionnelle de Holz du groupe de hip-hop 257ers.
En 2017, ils sortent la chanson frivole Gina Lisa (spiel mit deinen Glocken) à propos de Gina-Lisa Lohfink, candidate de l'émission de télé-réalité Germany's Next Topmodel. Puis, le 17 mars 2017, a lieu la première Hektarparty, qui attire environ 1 000 spectateurs. Ensuite il reprend Pocahontas d'AnnenMayKantereit et Despacito de Luis Fonsi.
Le 14 septembre 2018, l'album #Hektarparty est numéro un des ventes en Autriche tandis qu'il est à la 46e place en Allemagne et 57e en Suisse.

## Discographie
Albums
- 2005 : Jung. Frech. Steirisch (Koch)
- 2006 : Meiner Heimat bleib ich treu (Koch/Universal)
- 2006 : Junge Herzen (Koch)
- 2010 : Polkaparty (Hera)
- 2011 : 10 Jahre – Mit Herz & Freud a Musikant (Hera)
- 2011 : Sterne der Weihnacht (Hera)
- 2015 : Jung. frei. wild (Hera)
- 2018 : #Hektarparty (Electrola)

Singles
- 2007 : Nur ein leises Vaterunser
- 2014 : Lasst sie’s umma
- 2016 : Die Hektar hat 2.0
- 2016 : Holz
- 2017 : Looking for Freibier
- 2017 : Gina-Lisa (spiel mit deinen Glocken)
- 2018 : Pocahontas
- 2018 : Cordola Grün
- 2018 : Pfusch die Mauer

## Source de la traduction
- (de) Cet article est partiellement ou en totalité issu de l’article de Wikipédia en allemand intitulé « Die Draufgänger (Band) » (voir la liste des auteurs).